# Leśniczówka Wanacja
Leśniczówka Wanacja – część miasta Starachowice. Leży na południu miasta, przy ulicy Myśliwskiej.